# 알리탈리아 시티라이너
알리탈리아 시티라이너(영어: Alitalia CityLiner)은 이탈리아의 지역 항공사로 알리탈리아가 소유하고 있다. 밀라노 말펜사 공항과 레오나르도 다 빈치 국제공항이 허브 공항으로 이 외에도 이탈리아 도시와 유럽을 운항하고 있다. 2006년에 에어원 시티 라이너로 설립되어 2011년에 현재의 사명으로 변경했다. 2012년 5월 현재 19대를 보유하고 있으며 정기 국내선과 국제선 노선을 운항하고 있다.

## 역사
알리탈리아 시티라이너는 지난 2006년, 당시 저비용항공사인 에어 원의 자회사로 에어원 시티라이너로 창립되었다. 이후 2009년, 알리탈리아 항공과 에어 원이 합병됨에 따라 항공사 명이 현재의 사명을 변경되었다. 이후 중단된 알리탈리아 익스프레스의 운항을 대체하기 시작하였으며 2011년부터 신형 항공기 도입을 진행, 엠브라에르 E-Jets 계열 항공기들을 도입하였다. 그러나 2020년, 모기업인 알리탈리아 항공이 자금난에 따라 국영화가 되며 알리탈리아 시티라이너도 이탈리아 정부 운영체제에 들어갔으며 2021년 10월 14일, 모기업인 알리탈리아 항공의 운영종료와 함께 알리탈리아 시티라이너 역시 운영을 종료하였다.

## 보유 기종
- 2021년 10월 14일 운영 종료까지 알리탈리아 시티라이너는 다음과 같은 기종을 보유하였다.[2][3]

## 사진

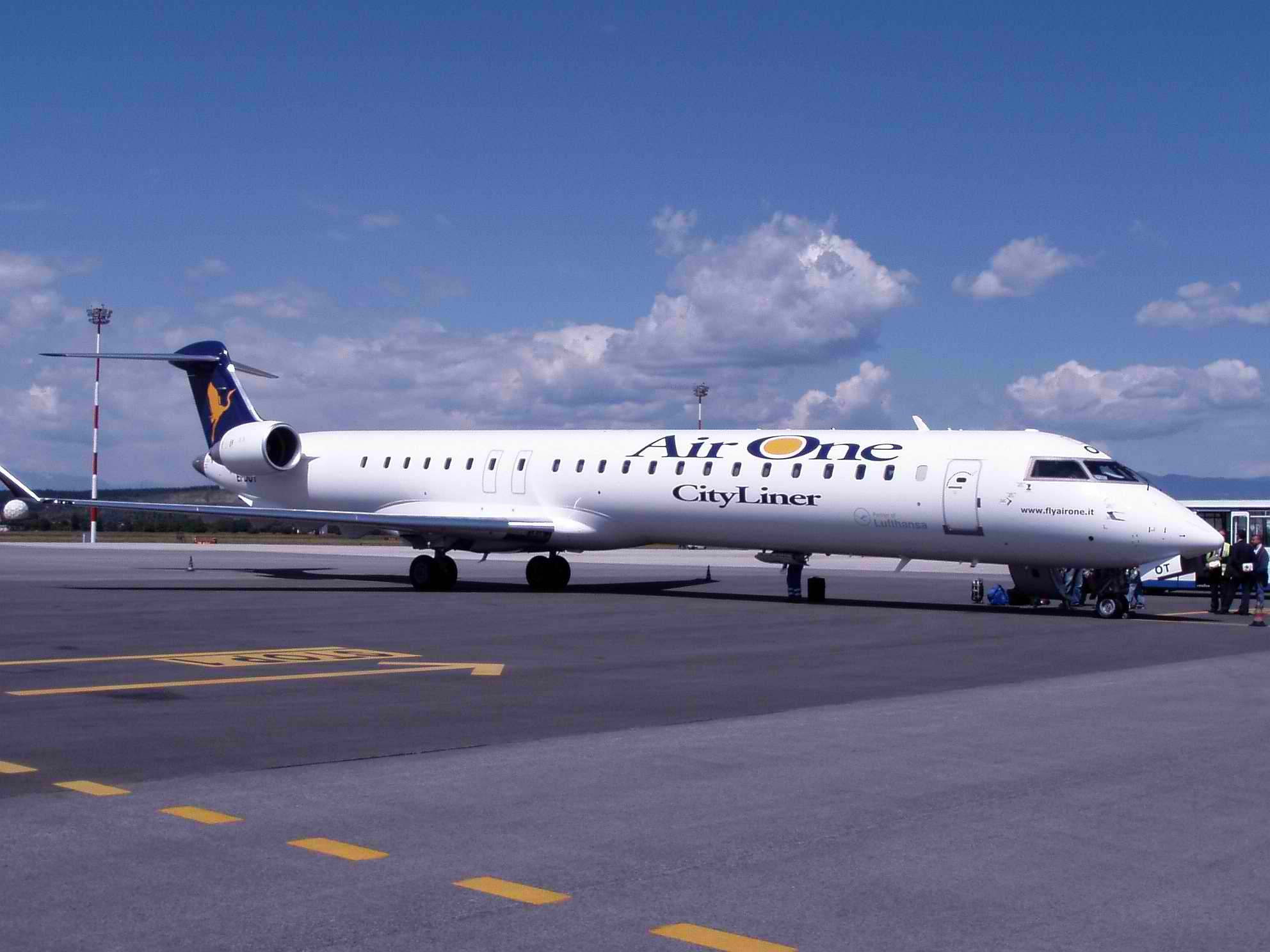
알리탈리아 시티라이너의 봄바디어 CRJ900
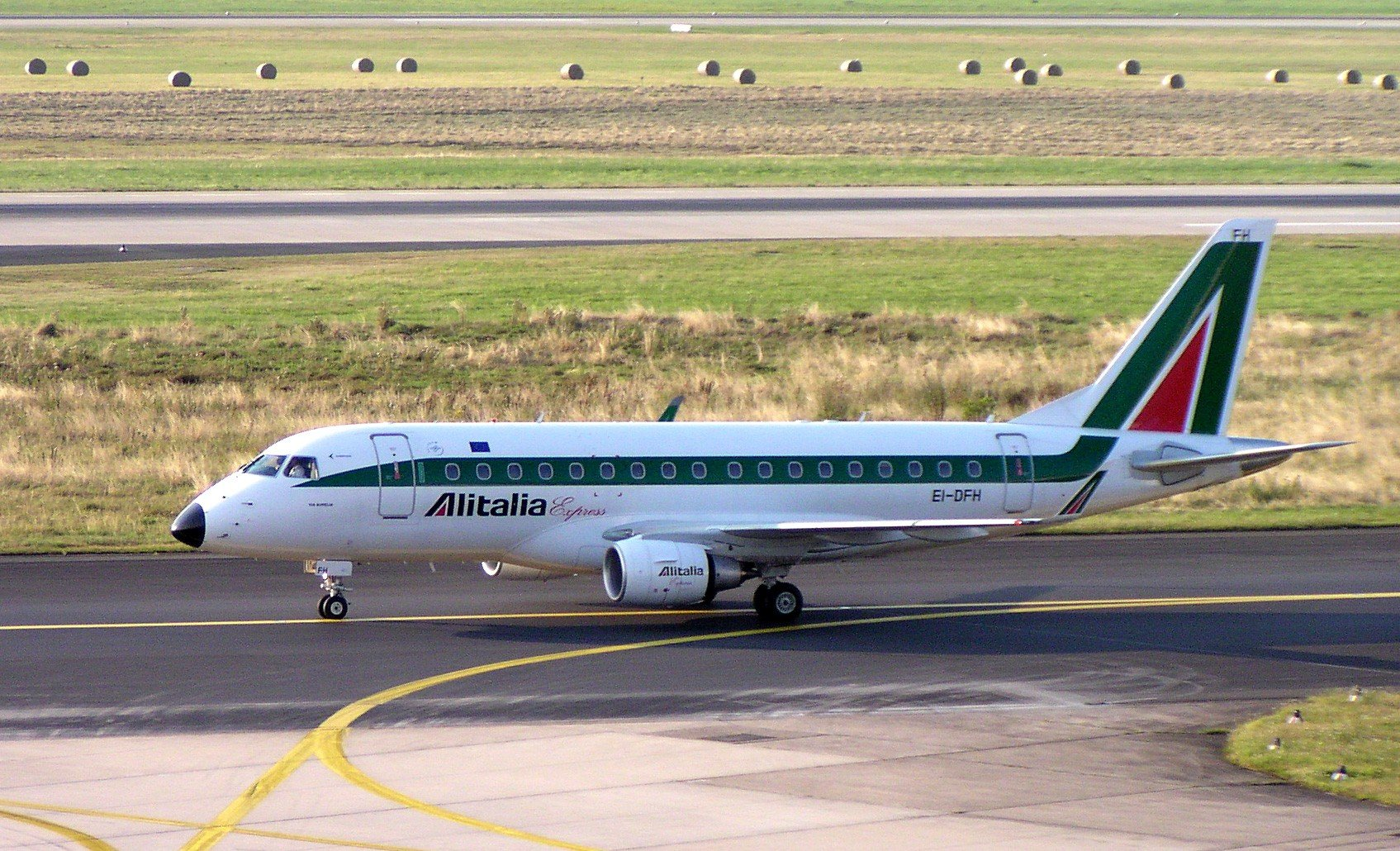
알리탈리아 시티라이너의 ERJ-170LR